# Hermann Hansing
Karl Hermann Arthur Hansing (* 20. Januar 1908 in Seelze, Landkreis Linden; † 25. November 1977 in Bremen) war ein deutscher Politiker der SPD.

## Biografie

### Leben und Beruf
Hansing, der evangelischen Glaubens war, wuchs in Seelze bei Hannover auf. Nach dem Besuch der Volksschule absolvierte Hansing eine Lehre im Formerhandwerk (Gießer) und arbeitete in diesem Beruf. Noch während seiner Lehre trat er 1923 dem Deutschen Metallarbeiter-Verband bei. 1933 wurde er von seinem Arbeitgeber aus politischen Gründen entlassen und hielt sich bis 1939 mit Gelegenheitsarbeiten über Wasser. 1939 bestand er die Meisterprüfung und arbeitete bis Kriegsende als Formermeister in Bremen und Hildesheim.
Nach dem Zweiten Weltkrieg war Hansing bis 1952 Angestellter der Internationalen Flüchtlingshilfe.  

### Politik
Hansing war seit 1926 SPD-Mitglied. 1932 wurde er in den Vorstand des Unterbezirks Hannover gewählt. 1933 war Hansing einige Monate Mitglied der Gemeindevertretung von Seelze.
Nach dem Krieg wuchs sein Einfluss in der Bremer SPD. Er wurde Vorsitzender der SPD in Bremen - Hastedt. Hansing war von 1947 bis zum 28. September 1953 Mitglied der Bremischen Bürgerschaft. Er arbeitete in den Deputationen für Gesundheit (1947), Justiz (1949), Ernährung und Landwirtschaft (1951) und Wohnungsbau (1951). Anfang der 1950er Jahre wurde er hauptamtlicher Sekretär der SPD-Bürgerschaftsfraktion in Bremen. 1952 wurde er in den Vorstand und 1958  zum Vorsitzenden der Stadtbremischen SPD gewählt. Ab 1952 war er auch stellvertretender Landesvorsitzender der SPD in Bremen.
Vom 6. Oktober 1953 bis 1972 gehörte er dem Deutschen Bundestag an, wo er den Wahlkreis Bremen-Ost vertrat.
Um 1958 und in den 1960er Jahren kritisierte Hansing den Fraktionsvorsitzender der SPD in der Bremischen Bürgerschaft Richard Boljahn wegen seiner Eigenmächtigkeiten. Hansing war aber durch einen Beratervertrag mit der Neuen Heimat selbst in das Netz der gegenseitigen Verpflichtungen eingebunden. Er war ein typischer Vertreter der SPD als Arbeiterpartei, der aber die neueren Entwicklungen eher skeptisch beurteilte. Noch im November 1977, kurz vor seinem Tod, wurde Hansing auf dem SPD-Parteitag in Hamburg in die Kontrollkommission der Bundespartei gewählt.
Hansing war seit dem 8. April 1933 mit Hermine Wilhelmine Marie Frida geb. Meyer (1912–1984) verheiratet. Die Eheschließung fand in Seelze statt. Hermann Hansing starb am 25. November 1977 um 02:23 Uhr im Zentralkrankenhaus St.-Jürgen-Straße in Bremen im Alter von 69 Jahren. Er wohnte zuletzt in der Gustav-Deckwitz-Straße 80 in Bremen.